# Mine Greenhills
 (mars 2025).
Si vous disposez d'ouvrages ou d'articles de référence ou si vous connaissez des sites web de qualité traitant du thème abordé ici, merci de compléter l'article en donnant les références utiles à sa vérifiabilité et en les liant à la section « Notes et références ».
La mine Greenhills est une mine à ciel ouvert de charbon située près d'Elkford en Colombie-Britannique au Canada. Elle est détenue par Teck Resources à 80% et par POSCO à 20%. La mine a une superficie de 11 806 hectares dont 2 265 sont effectivement minés ou le seront.